# Lubbockichthys tanakai
Lubbockichthys tanakai är en fiskart som beskrevs av Gill och Hiroshi Senou 2002. Lubbockichthys tanakai ingår i släktet Lubbockichthys och familjen Pseudochromidae. Inga underarter finns listade i Catalogue of Life.